# Couvains (Manche)
Couvains település Franciaországban, Manche megyében. Lakosainak száma 577 fő (2022. január 1.). Couvains Saint-Jean-de-Savigny, Cerisy-la-Forêt, La Luzerne, Saint-André-de-l’Épine, Saint-Clair-sur-l’Elle, Saint-Georges-d’Elle és Villiers-Fossard községekkel határos.

## Népesség
A település népességének változása:
| Lakosok száma | 499  | 432  | 426  | 423  | 466  | 482  | 507  | 544  | 559  | 577  |
|               | 1968 | 1982 | 1990 | 2006 | 2013 | 2015 | 2017 | 2019 | 2020 | 2022 |